# СМ-2 (винтовка)
СМ-2 — однозарядная стандартная малокалиберная винтовка производства Ижевского машиностроительного завода. Относится к классу спортивных тренировочных винтовок, предназначена для подготовки спортсменов-разрядников и занимает промежуточное положение между спортивной винтовкой ТОЗ-8М и целевыми винтовками высокого класса. Ввиду простого устройства и небольшого веса рекомендуется начинающим спортсменам, женщинам и юниорам. Обладает высокой кучностью и стабильностью боя, оснащается сменным диоптрическим прицелом и комплектом сменных мушек с кольцевыми намушниками.
Для стрельбы применяются целевые или спортивно-охотничьи патроны кольцевого воспламенения .22 LR калибра 5,6 мм.
Винтовка СМ-2 послужила основой для создания охотничьего карабина СМ-2КО и стандартной винтовки СМ-3.

## Страны-эксплуатанты
- СССР — использовалась в качестве спортивного оружия
- Армения: использовались в качестве тренировочного оружия для отдельных категорий сотрудников полиции[1];
- Молдова - винтовка сертифицирована в качестве спортивного оружия[2]
- Россия — сертифицирована в качестве спортивного оружия[3]
- Украина — некоторое количество находилось на хранении министерства обороны по меньшей мере до 2012 года (29 февраля 2012 года было принято решение о утилизации 251 винтовки СМ-2)[4]; по состоянию на 2014 год, несколько винтовок СМ-2 находились на вооружении сотрудников милиции УМВД Украины на Донецкой железной дороге и использовались в качестве снайперских винтовок[5][6]